# Sam Doumit
Samia "Sam" Doumit (ur. 24 kwietnia 1975 w Sacramento w stanie Kalifornia) – amerykańska aktorka, korzeniami pochodząca z Libanu, znana z takich scenerii, jak "Gorąca laska" czy "The Utopian Society". 

## Życiorys
Córka emigranta z Beirutu. Była wzorową uczennicą na Emerson College, potem ukończyła Kalifornijski Instytut Sztuki (California Institute of the Arts). Jej telewizyjna kariera rozpoczęła się od gościnnego występu w serialu Beverly Hills, 90210. Potem występowała także jako gość w Jeziorze Marzeń i Boston Public. Duży rozgłos przyniosła jej rola Eden, dziewczyny, która interesowała się magią i czarami, w filmie Gorąca laska. W 2003 r. zagrała w filmie The Utopian Society jako Nera. Dwa lata później, 3 września 2005, wyszła za Erika Contrerasa, a już w 2006 wzięła udział w sztuce Szekspira, pod reżyserią męża. 

## Przydomki
- Samia Doumit
- Samia
- Samia Doumit – Contreras

## Filmografia
Filmy
- On the Ropes (1999) jako Maya
- Taylor's wall (2001) jako Taylor Manning
- Beyond The Pale (2001) jako Dina
- Gorąca laska (2002) jako Eden
- The Utopian Society (2003) jako Nera
- Just Hustle (2004) jako Naomi Rose

Seriale
- Beverly Hills, 90210 jako Adrian
- Jezioro Marzeń jako Sam
- Undressed jako Jana
- Boston Public jako Monica Peete
- Honey, I Shrunk the Kids: The TV Show
- Brutally Normal
- ER
- CSI: Kryminalne Zagadki Miami
- LAX
- Passions

Dubbing
- Longtime Listener 12th Time Caller (2004) jako Nancy